# ASU-85
ASU-85 bylo sovětské výsadkové samohybné dělo z období studené války. Od roku 1959 začalo nahrazovat ASU-57. Začátkem roku 1969 bylo nahrazeno BMD-1. Vzniklo na podvozku tanku PT-76 a bylo vyzbrojené 85mm kanónem D-70. Přední pancíř o tloušťce 45 mm byl skloněný pod úhlem 61°, boční pancíř dosahoval 6–13 mm.